# Lex Hortensia
Хортензијев закон (Lex Hortensia) је био закон кога је 287. године п. н. е. предложио диктатор Квинт Хортензије. Овим законом су изједначена политичка права патриција и плебејаца због чега се 287. година п. н. е. сматра завршном годином борби патриција и плебејаца. 

## Закон
Диктатор Хортензије је предложио закон који се тицао комиција: одлуке првобитно плебејских скупштина (comitia tributa) добиле су снагу закона који су важили за целу заједницу и без потврде од стране Сената. Дотада, оно што се одлучивало на скупштини плебејаца, тицало се само њих и није било закон већ плебејска одлука (plebis scitum). Да би плебејска одлука постала општеважећа, било је потребно да је Сенат одобри својим ауторитетом. Од 287. године п. н. е. потврда Сената није била потребна. 

## Значај
Хортензијевим законом завршава се последња етапа борби патриција и плебејаца. У Римској републици сада је постојала само једна категорија грађана, а то су Cives Romani. Њихова права била су следећа: право на слапање правно важећег брака, право стицања својине и обављања трговачких послова који штите римско право, право гласа и право бирања на највише државне положаје. 